# فيكتوريا (تكساس)
فيكتوريا (بالإنجليزية: Victoria)‏ هي مدينة أمريكية تقع في ولاية تكساس.تبلغ مساحة هذه المدينة 85.8 (كم²)،ويبلغ عدد سكانها 60603 نسمة حسب إحصاء سنة 2010 م.

## التركيبة السكانية
حدّد مكتب تعداد الولايات المتحدة بيانات التركيبة السكانية لفيكتوريا في تعداد الولايات المتحدة. في ما يلي، التركيبة السكانية حسب تعدادي 2000 و2010.

### تعداد عام 2000
بلغ عدد سكان فيكتوريا 60,603 نسمة بحسب تعداد عام 2000، وبلغ عدد الأسر 22,129 أسرة وعدد العائلات 15,756 عائلة مقيمة في المدينة. في حين سجلت الكثافة السكانية 622.8 نسمة لكل كيلومتر مربع (1,613.0/ميل2). وبلغ عدد الوحدات السكنية 24,192 وحدة بمتوسط كثافة قدره 248.6 لكل كيلومتر مربع (643.9/ميل2).
وتوزع التركيب العرقي للمدينة بنسبة 71.18% من البيض و7.59% من الأمريكيين الأفارقة و0.51% من الأمريكيين الأصليين و1.01% من الأمريكيين ذوي الأصول الآسيوية و0.04% من سكان جزر المحيط الهادئ و17.31% من الأعراق الأخرى و2.35% من عرقين مختلطين أو أكثر و42.92% من الهسبانيون أو اللاتينيون من أي عرق.
بلغ عدد الأسر 22,129 أسرة كانت نسبة 40.7% منها لديها أطفال تحت سن الثامنة عشر تعيش معهم، وبلغت نسبة الأزواج القاطنين مع بعضهم البعض 52.4% من أصل المجموع الكلي للأسر، ونسبة 14.3% من الأسر كان لديها معيلات من الإناث دون وجود شريك، بينما كانت نسبة 4.5% من الأسر لديها معيلون من الذكور دون وجود شريكة وكانت نسبة 28.8% من غير العائلات. تألفت نسبة 24.5% من أصل جميع الأسر من عدة أفراد يعيشون في نفس المنزل ونسبة 10% كانت تتألف من شخص يعيش بمفرده يبلغ من العمر 65 عاماً أو أكثر. وبلغ متوسط حجم الأسرة المعيشية 2.68، أما متوسط حجم العائلات فبلغ 3.21.
بلغ العمر الوسطي للسكان 33.9 عاماً. وكانت نسبة 28.7% من القاطنين تحت سن الثامنة عشر، وكانت نسبة 9.4% بين الثامنة عشر والرابعة والعشرين عاماً، ونسبة 27.3% كانت واقعةً في الفئة العمرية ما بين الخامسة والعشرين والرابعة والأربعين عاماً، ونسبة 20.8% كانت ما بين الخامسة والأربعين والرابعة والستين، ونسبة 11.8% كانت ضمن فئة الخامسة والستين عاماً فما فوق. يوجد لكل 100 أنثى 92.1 ذكر، ويوجد لكل 100 أنثى في الثامنة عشر من عمرها فما فوق 88.0 ذكر.
بلغ متوسط دخل الأسرة في المدينة 36,829 دولارًا، أما متوسط دخل العائلة فبلغ 42,866 دولارًا. وكان متوسط دخل الذكور 34,184 دولارًا مقابل 21,161 دولارًا للإناث. وسجل دخل الفرد الخاص بالمدينة 19,009 دولارًا. وكانت نسبة 12.2% من العائلات ونسبة 14.7% من السكان تحت خط الفقر، وكان من هؤلاء نسبة 20.8% تحت سن الثامنة عشر ونسبة 12.2% في الخامسة والستين من العمر وما فوق.

### تعداد عام 2010
بلغ عدد سكان فيكتوريا 62,592 نسمة بحسب تعداد عام 2010، وبلغ عدد الأسر 23,421 أسرة وعدد العائلات 15,954 عائلة مقيمة في المدينة. في حين سجلت الكثافة السكانية 643.3 نسمة لكل كيلومتر مربع (1,666.1/ميل2). وبلغ عدد الوحدات السكنية 25,660 وحدة بمتوسط كثافة قدره 263.7 لكل كيلومتر مربع (683.0/ميل2).
وتوزع التركيب العرقي للمدينة بنسبة 76.20% من البيض و7.75% من الأمريكيين الأفارقة و0.64% من الأمريكيين الأصليين و1.36% من الأمريكيين ذوي الأصول الآسيوية و0.02% من سكان جزر المحيط الهادئ و11.33% من الأعراق الأخرى و2.69% من عرقين مختلطين أو أكثر و48.28% من الهسبانيون أو اللاتينيون من أي عرق.
بلغ عدد الأسر 23,421 أسرة كانت نسبة 36.5% منها لديها أطفال تحت سن الثامنة عشر تعيش معهم، وبلغت نسبة الأزواج القاطنين مع بعضهم البعض 46.1% من أصل المجموع الكلي للأسر، ونسبة 16.6% من الأسر كان لديها معيلات من الإناث دون وجود شريك، بينما كانت نسبة 5.5% من الأسر لديها معيلون من الذكور دون وجود شريكة وكانت نسبة 31.9% من غير العائلات. تألفت نسبة 26.3% من أصل جميع الأسر من عدة أفراد يعيشون في نفس المنزل ونسبة 9.7% كانت تتألف من شخص يعيش بمفرده يبلغ من العمر 65 عاماً أو أكثر. وبلغ متوسط حجم الأسرة المعيشية 2.62، أما متوسط حجم العائلات فبلغ 3.16.
بلغ العمر الوسطي للسكان 34.9 عاماً. وكانت نسبة 27% من القاطنين تحت سن الثامنة عشر، وكانت نسبة 9.5% بين الثامنة عشر والرابعة والعشرين عاماً، ونسبة 25% كانت واقعةً في الفئة العمرية ما بين الخامسة والعشرين والرابعة والأربعين عاماً، ونسبة 24.9% كانت ما بين الخامسة والأربعين والرابعة والستين، ونسبة 13.5% كانت ضمن فئة الخامسة والستين عاماً فما فوق. وتوزع التركيب الجنسي للسكان بنسبة 48% ذكور و52% إناث.

## المناخ
يظهر الجدول التالي التغييرات المناخية على مدار السنة لفيكتوريا:
| البيانات المناخية لـفيكتوريا        | البيانات المناخية لـفيكتوريا | البيانات المناخية لـفيكتوريا | البيانات المناخية لـفيكتوريا | البيانات المناخية لـفيكتوريا | البيانات المناخية لـفيكتوريا | البيانات المناخية لـفيكتوريا | البيانات المناخية لـفيكتوريا | البيانات المناخية لـفيكتوريا | البيانات المناخية لـفيكتوريا | البيانات المناخية لـفيكتوريا | البيانات المناخية لـفيكتوريا | البيانات المناخية لـفيكتوريا | البيانات المناخية لـفيكتوريا |
| الشهر                               | يناير                        | فبراير                       | مارس                         | أبريل                        | مايو                         | يونيو                        | يوليو                        | أغسطس                        | سبتمبر                       | أكتوبر                       | نوفمبر                       | ديسمبر                       | المعدل السنوي                |
| ----------------------------------- | ---------------------------- | ---------------------------- | ---------------------------- | ---------------------------- | ---------------------------- | ---------------------------- | ---------------------------- | ---------------------------- | ---------------------------- | ---------------------------- | ---------------------------- | ---------------------------- | ---------------------------- |
| الدرجة القصوى °ف (°م)               | 88 (31)                      | 96 (36)                      | 99 (37)                      | 100 (38)                     | 102 (39)                     | 109 (43)                     | 110 (43)                     | 109 (43)                     | 111 (44)                     | 109 (43)                     | 93 (34)                      | 88 (31)                      | 111 (44)                     |
| الحد الأقصى المتوسط °ف (°م)         | 79.4 (26.3)                  | 82.9 (28.3)                  | 86.5 (30.3)                  | 89.5 (31.9)                  | 93.9 (34.4)                  | 96.9 (36.1)                  | 98.5 (36.9)                  | 100.5 (38.1)                 | 97.5 (36.4)                  | 92.8 (33.8)                  | 86.2 (30.1)                  | 81.1 (27.3)                  | 101.3 (38.5)                 |
| متوسط درجة الحرارة الكبرى °ف (°م)   | 64.7 (18.2)                  | 68.1 (20.1)                  | 74.2 (23.4)                  | 80.5 (26.9)                  | 86.5 (30.3)                  | 91.5 (33.1)                  | 93.8 (34.3)                  | 95.0 (35.0)                  | 90.4 (32.4)                  | 83.5 (28.6)                  | 74.2 (23.4)                  | 66.1 (18.9)                  | 80.8 (27.1)                  |
| متوسط درجة الحرارة الصغرى °ف (°م)   | 43.1 (6.2)                   | 46.4 (8.0)                   | 52.5 (11.4)                  | 59.3 (15.2)                  | 67.3 (19.6)                  | 72.4 (22.4)                  | 74.0 (23.3)                  | 73.7 (23.2)                  | 69.2 (20.7)                  | 60.9 (16.1)                  | 51.8 (11.0)                  | 44.3 (6.8)                   | 59.6 (15.3)                  |
| الحد الأدنى المتوسط °ف (°م)         | 27.6 (−2.4)                  | 30.1 (−1.1)                  | 34.5 (1.4)                   | 43.5 (6.4)                   | 55.3 (12.9)                  | 65.8 (18.8)                  | 70.3 (21.3)                  | 69.8 (21.0)                  | 56.4 (13.6)                  | 44.4 (6.9)                   | 35.4 (1.9)                   | 27.3 (−2.6)                  | 23.5 (−4.7)                  |
| أدنى درجة حرارة °ف (°م)             | 9 (−13)                      | 15 (−9)                      | 21 (−6)                      | 33 (1)                       | 45 (7)                       | 54 (12)                      | 61 (16)                      | 61 (16)                      | 45 (7)                       | 31 (−1)                      | 18 (−8)                      | 9 (−13)                      | 9 (−13)                      |
| الهطول إنش (مم)                     | 2.52 (64)                    | 2.08 (53)                    | 2.77 (70)                    | 2.82 (72)                    | 5.19 (132)                   | 4.46 (113)                   | 4.18 (106)                   | 2.85 (72)                    | 4.16 (106)                   | 4.64 (118)                   | 3.24 (82)                    | 2.31 (59)                    | 41.22 (1٬047)                |
| متوسط تساقط الثلوج إنش (سم)         | 0.1 (0.25)                   | 0.1 (0.25)                   | trace                        | 0.0 (0.0)                    | 0.0 (0.0)                    | 0.0 (0.0)                    | 0.0 (0.0)                    | 0.0 (0.0)                    | 0.0 (0.0)                    | 0.0 (0.0)                    | trace                        | 0.3 (0.76)                   | 0.4 (1.0)                    |
| متوسط أيام هطول الأمطار (≥ 0.01 in) | 8.4                          | 8.1                          | 7.1                          | 6.1                          | 7.1                          | 8.9                          | 7.9                          | 8.1                          | 9.5                          | 7.6                          | 7.3                          | 8.1                          | 94.2                         |
| المصدر: NOAA                        |                              |                              |                              |                              |                              |                              |                              |                              |                              |                              |                              |                              |                              |

## أعلام
- ميخائيل بيتس
- ديك موليغان
- ديف أتكينز
- كيفن كولب
- بروس هيرون
- فرانكي ميلر